# Final Fantasy Adventure
Final Fantasy Adventure, так же известная как Mystic Quest в Европе, в Японии известна как Seiken Densetsu: Final Fantasy Gaiden (яп. 聖剣伝説 ～ファイナルファンタジー外伝～ «Легенда о Святом Мече»), — игра, выпущенная компанией Square (ныне Square Enix) в 1991 году для игровой приставки Game Boy в Японии.
Игра имеет мало общего с основной серией Final Fantasy, и дала начало известной серии игр Seiken Densetsu, выходящих и по сей день.
В России игра никогда не издавалась, но существует в виде версии с любительским переводом.

## Игровой процесс
В отличие от других игр серии Final Fantasy, в этой игре бои происходят в реальном времени.

## Сюжет
Сюжет игры повествует о Тёмном Лорде, желающем получить власть над Древом Маны, и овладев его силой завоевать мир, и о попытках главного героя, бывшего ранее гладиатором при его дворе, помешать ему в этом.

## Оценки
| Иноязычные издания | Иноязычные издания |
| Издание            | Оценка             |
| ------------------ | ------------------ |
| Famitsu            | 33/40              |
| IGN                | 9,0/10             |
| RPGFan             | 92 %               |
| RPGamer            | 3,0/5              |
| Nintendojo         | 8,7/10             |

Даже спустя несколько лет после выпуска игры, несколько известных сайтов видеоигр ещё раз похвалили игру в своих ретро-обзорах. IGN дали игре 9 баллов из 10, обозначив её сильную историю, графику и музыку, но отметив слабые диалоги. Они дополнительно похвалили головоломки игры, сравнив её с популярной The Legend of Zelda: Link's Awakening.